# パルス藍住
パルス藍住（パルス・あいずみ）は、徳島県板野郡にある高知県競馬組合および特別区競馬組合の場外勝馬投票券発売所である。

## 概要
2004年9月25日、高知県競馬組合と特別区競馬組合の共同によって開設された。所在地は徳島県板野郡藍住町徳命字元村東25－1。鉄骨平屋建て。

## 発売レース
高知競馬場・大井競馬場（東京シティ競馬）の開催日全競走、および高知競馬場の休催日の川崎競馬場、浦和競馬場、船橋競馬場の全競走、主要ダートグレード競走、並びに、日本中央競馬会の全開催競馬場・全競走（ただし前日発売はGIを含め行わず）を発売する。
2014年3月30日にJ-PLACE藍住が開設された当初、中央競馬はGI（障害のJ・GIも含む）開催日当日の全開催競馬場・全競走のみを対象としていた。